# Åsatrufellesskapet Bifrost
Åsatrufellesskapet Bifrost „Společenství Ásatrú Bifrost“ je norská novopohanská organizace založená v roce 1996 jako sdružení několika menších skupin vyznavačů Ásatrú. Název organizace odkazuje na ásy, skupinu seveských božstev, a na Bifröst, mytický duhový most spojující světy severské mytologie.

## Historie
Åsatrufellesskapet Bifrost, dříve pouze Bifrost, navazuje na organizaci Blindern Åsatrolag (BÅL) z Oslo, založenou v roce 1983 a pojmenované podle univerzitní čtvrti Blindern. BÅL se nakonec spojila se skupinou Draupnir z Våleru v Soløru a vytvořila zastřešující organizaci Bifrost, která byla oficiálně zaregistrována a uznána norskou vládou 28. února 1996. V roce 1998 byla žádost o změnu názvu na Åsatrufellesskapet Bifrost ministerstvem spravedlnosti původně zamítnuta. Důvodem byla komentář historika náboženství Gro Steinslanda, který prohlásil, že moderní severské pohanství je "historickou falzifikací" a uškodilo by "všem seriózním aktivitám týkajícím se doby Vikingů". Parlamentní ombudsman však zamítnutí odmítl s poukazem, že Steinsland neuvedl legitimní důvod, proč by vláda neměla náboženství uznat.
Subkultura, z níž BÅL vzešla, se obecněji vyznačovala zájmem o pohanství a okultismus, a proto měli významní lidé z počátků Åsatrufellesskapet Bifrost osobní vazby na hnutí jako Thelema a laveyovský satanismus. To vyústilo v roce 1998 v rozkol, kdy řada členů odešla a založila organizaci Foreningen Forn Sed, později přejmenovanou na Forn Sed Norge „Staré cesty Norska“, která vychází z "norské lidové kultury". Tyto dvě zastřešující organizace od té doby drží většinu organizovaných pohanů v Norsku.

## Aktivity
Na roce 2022 měl Bifrost 457 registrovaných členů, ve 12 registrovaných blotslag „obětních skupin“. V roce 2016 byla přibližně polovina členů členy blotslagu, zbytek byli jednotlivci z praxe. Termín blotslag odkazuje na praktikování blótů, obětí typických pro severské náboženství.
Deklarovaným cílem organizace je pokračovat ve starých zvycích a tradicích a dát jim smysl v současném životě. Členové sdílejí společnou náboženskou praxi, ale mohou se lišit ve své víře. Základní učení Åsatrufellesskapet Bifrost jsou shrnuty v dokumentu nazvaném Eden „přísaha“; podle badatelů Geira Uldala a Geira Winjeho se "základní ontologie tohoto textu se zdá být blízká tomu, co dnes víme o předkřesťanském severském náboženství". Důležitým zdrojem inspirace pro severské pohanství Åsatrufellesskapet Bifrost byla islandská organizace Ásatrúarfélagið. Několik významných členů Åsatrufellesskapet Bifrost má akademické tituly v oborech, jako jsou dějiny náboženství a folkloristika, a spojuje náboženskou praxi s akademickým studiem. Organizace a její členové se podílejí na širším kulturním prostředí zaměřeném spojené se zájem o staroseverské dědictví, které zahrnuje rekonstrukce vikinských lodí, pořádání vikinských trhů a produkcí hudby inspirované staroseverskou poezií s užitím historických nástrojů.
Ve vedení Åsatrufellesskapet Bifroststojí høvding „náčelník“, jímž je od roku 2014 tuto Eirik Sverreson Indregård. Organizace vydává časopis Bifrost Tidende „časopis Bifrost“ a aktivně pracuje na tom, aby severské symboly byly spojovány se starými zvyky, nikoliv s „nenávistnými ideologiemi“.